# Religion en république du Congo
 (mars 2025).
La mise en forme du texte ne suit pas les recommandations de Wikipédia : il faut le « wikifier ».
Les points d'amélioration suivants sont les cas les plus fréquents :
- Les titres sont pré-formatés par le logiciel. Ils ne sont ni en capitales, ni en gras.
- Le texte ne doit pas être écrit en capitales (les noms de famille non plus), ni en gras, ni en italique, ni en « petit »…
- Le gras n'est utilisé que pour surligner le titre de l'article dans l'introduction, une seule fois.
- L'italique est rarement utilisé : mots en langue étrangère, titres d'œuvres, noms de bateaux, etc.
- Les citations ne sont pas en italique mais en corps de texte normal. Elles sont entourées par des guillemets français : « et ».
- Les listes à puces sont à éviter, des paragraphes rédigés étant largement préférés. Les tableaux sont à réserver à la présentation de données structurées (résultats, etc.).
- Les appels de note de bas de page (petits chiffres en exposant, introduits par l'outil «  Source ») sont à placer entre la fin de phrase et le point final[comme ça].
- Les liens internes (vers d'autres articles de Wikipédia) sont à choisir avec parcimonie. Créez des liens vers des articles approfondissant le sujet. Les termes génériques sans rapport avec le sujet sont à éviter, ainsi que les répétitions de liens vers un même terme.
- Les liens externes sont à placer uniquement dans une section « Liens externes », à la fin de l'article. Ces liens sont à choisir avec parcimonie suivant les règles définies. Si un lien sert de source à l'article, son insertion dans le texte est à faire par les notes de bas de page.
- La présentation des références doit suivre les conventions bibliographiques. Il est recommandé d'utiliser les modèles {{Ouvrage}}, {{Chapitre}}, {{Article}}, {{Lien web}} et/ou {{Bibliographie}}. Le mode d'édition visuel peut mettre en forme automatiquement les références.
- Insérer une infobox (cadre d'informations à droite) n'est pas obligatoire pour parachever la mise en page.

Pour une aide détaillée, merci de consulter Aide:Wikification.
Si vous pensez que ces points ont été résolus, vous pouvez retirer ce bandeau et améliorer la mise en forme d'un autre article.
La République du Congo (Congo-Brazzaville) est un pays d'Afrique centrale où la religion joue un rôle fondamental dans la société. La majorité de la population est chrétienne, bien que d’autres confessions soient présentes, notamment l’islam et les religions traditionnelles africaines.

## Christianisme
Le christianisme est la religion dominante en République du Congo, représentant plus de 80 % de la population.

### Église catholique et Église orthodoxe
L’Église catholique est l'une des institutions religieuses les plus influentes du pays. Elle est structurée en plusieurs diocèses, dont ceux de Brazzaville, Owando et Pointe-Noire. Elle joue un rôle clé dans l’éducation et les services sociaux.
L’Église orthodoxe est présente au Congo à travers des missions et des paroisses affiliées au Patriarcat d'Alexandrie.

### Protestantisme et Églises évangéliques
- L'Église évangélique du Congo (EEC)[3] est l'un des principaux mouvements protestants.
- Les Assemblées chrétiennes et Églises de réveil sont influencées par des figures telles que T.L. Osborn, Billy Graham et Oral Roberts.
- L'Église pentecôtiste[4] est très active, avec des assemblées comme l’Église pentecôtiste de Christ au Congo-Brazzaville[5].

## Mouvements religieux indépendants
Outre les églises traditionnelles, plusieurs mouvements religieux ont vu le jour au Congo :
- L’Association Louzolo Amour OPH[6], fondée par Guy Emile Loufoua Cetikouabo, prône l’amour et la guérison spirituelle.
- Le Ngouzisme[7], un mouvement religieux syncrétique fondé dans les années 1960, intègre des éléments du christianisme et des croyances traditionnelles africaines.
- L’Église kimbanguiste, née en 1921 en République démocratique du Congo, est également bien implantée au Congo-Brazzaville.
- L’Église du Message du Temps de la Fin[8], fondée sur les enseignements de William Marrion Branham, insiste sur le retour aux principes bibliques originels[9].
- Les Assemblées de l’Église primitive[10], qui se revendiquent d’un christianisme des premiers siècles.

## Islam
L’islam représente environ 2 % de la population congolaise. Il est principalement pratiqué par des immigrés d’Afrique de l’Ouest (Mali, Sénégal, Niger) et par des membres de la communauté libanaise.

## Religions traditionnelles africaines
Certaines communautés pratiquent encore les croyances traditionnelles africaines, qui incluent :
- Le culte des ancêtres,
- Les rites initiatiques,
- La communication avec les esprits,
- L’utilisation de médecines traditionnelles.

Ces pratiques coexistent souvent avec le christianisme sous une forme syncrétique.

## Liberté de religion et influence sociale
La Constitution de la République du Congo garantit la liberté religieuse et la neutralité de l’État vis-à-vis des confessions. Toutefois, certaines églises sont surveillées pour prévenir d’éventuels dérives sectaires.
Les institutions religieuses jouent un rôle majeur dans l’éducation, la santé et la médiation sociale, notamment lors des crises politiques.